# سیارک ۱۱۷۷۱۵
سیارک ۱۱۷۷۱۵ (به انگلیسی: 117715 Carlkirby، نامگذاری:2005GK1) صد و هفده هزار و هفتصد و پانزدهمین سیارک کشف شده‌ است که در ۲ آوریل ۲۰۰۵ کشف شد.